# حزب الحق (مصر)
حزب الحق ، هو حزب سياسى مصري أُسِّس في 2011 ، وترأسه الدكتورة مريم ميلاد

## الاهداف
حزب الحق، هو حزب سياسي يهدف إلى الإسهام والمشاركة في بناء وتقدم الوطن وذلك من خلال برنامج تنموى شامل لكافة المجالات يتم وضعه بناءاً على أسس علمية وعملية تتناسب مع ثقافة المجتمع وموارد الدولة